# Megachile rhodoleucura
Megachile rhodoleucura är en biart som beskrevs av Cockerell 1937. Megachile rhodoleucura ingår i släktet tapetserarbin, och familjen buksamlarbin. Inga underarter finns listade i Catalogue of Life.